# 天主教塞里尼亚教区
天主教塞里尼亞教區（拉丁語：Dioecesis Serrignensis），是巴西一個天主教教區，位於巴伊亞州東北部。屬費拉迪聖安娜總教區。
教區成立於2005年9月21日。2005年有教友467,742人，佔總人口92.5%。有十六個堂區、司鐸十六人。現任教區主教為奥托里诺·阿索拉里。